# Bidens wiebkei
Bidens wiebkei là một loài thực vật có hoa trong họ Asteraceae. Loài này thuộc chi Bidens'. Nó chỉ được tìm thấy ở Molokaʻi thuộc Quần đảo Hawaii.

## Hình ảnh

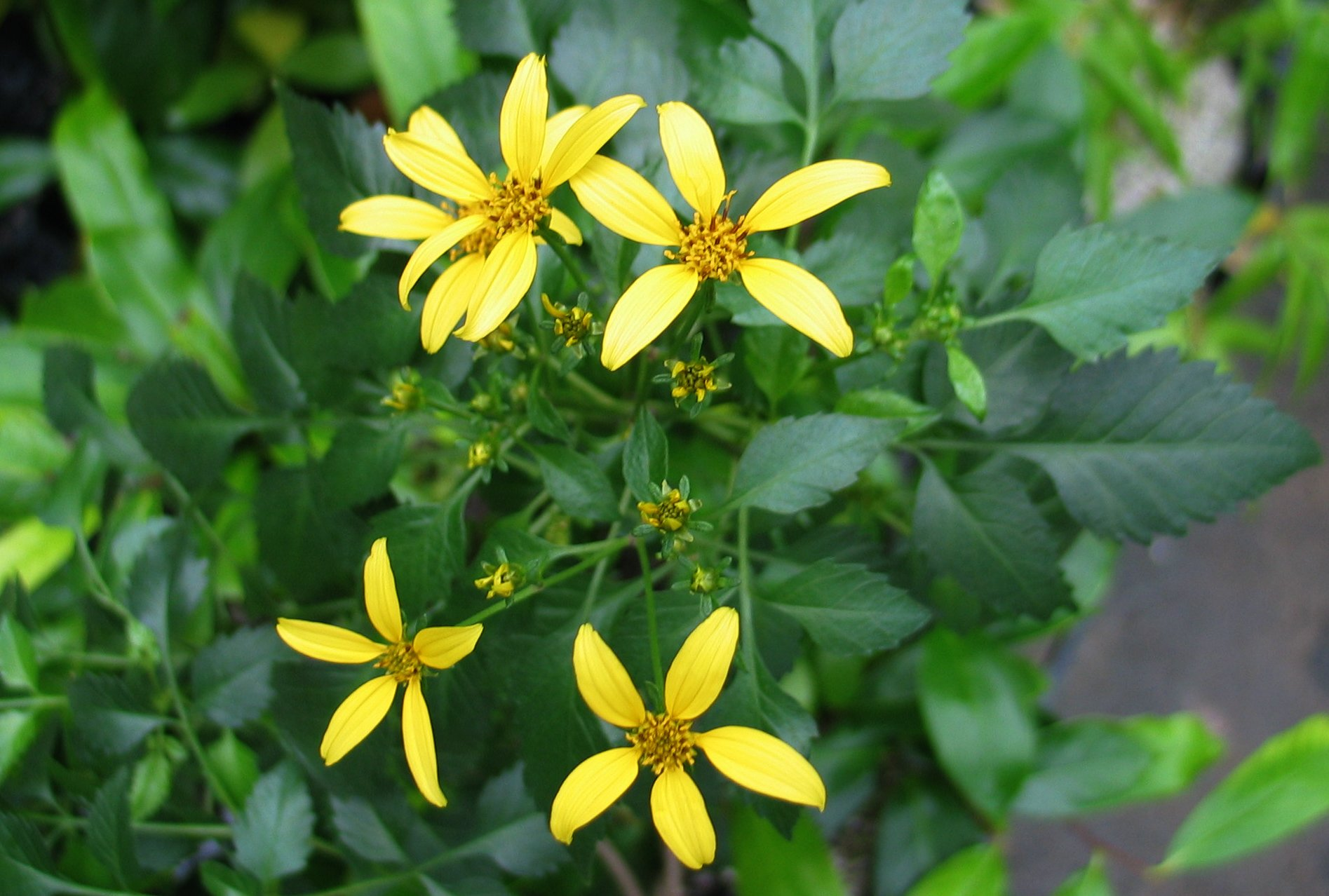
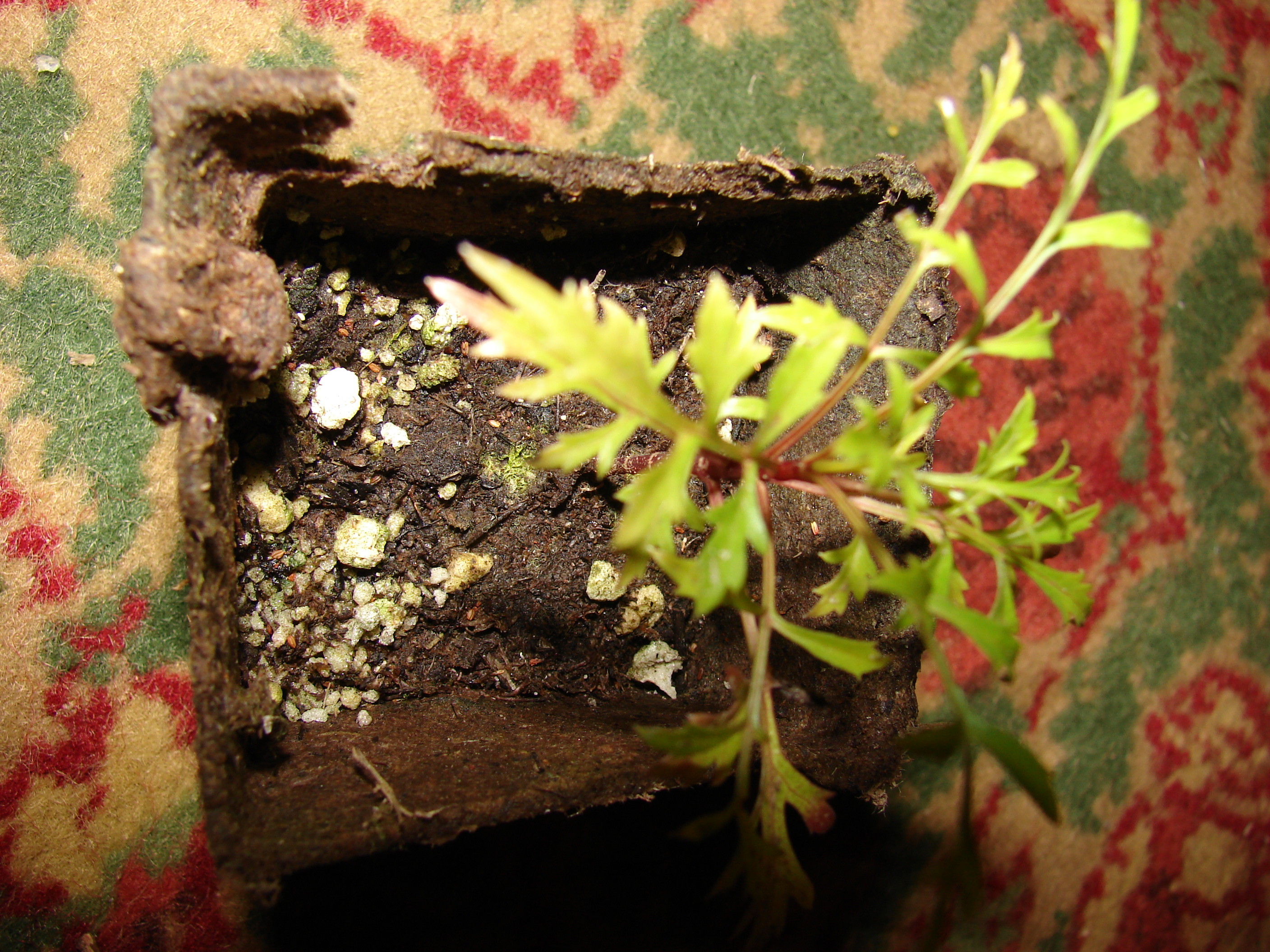
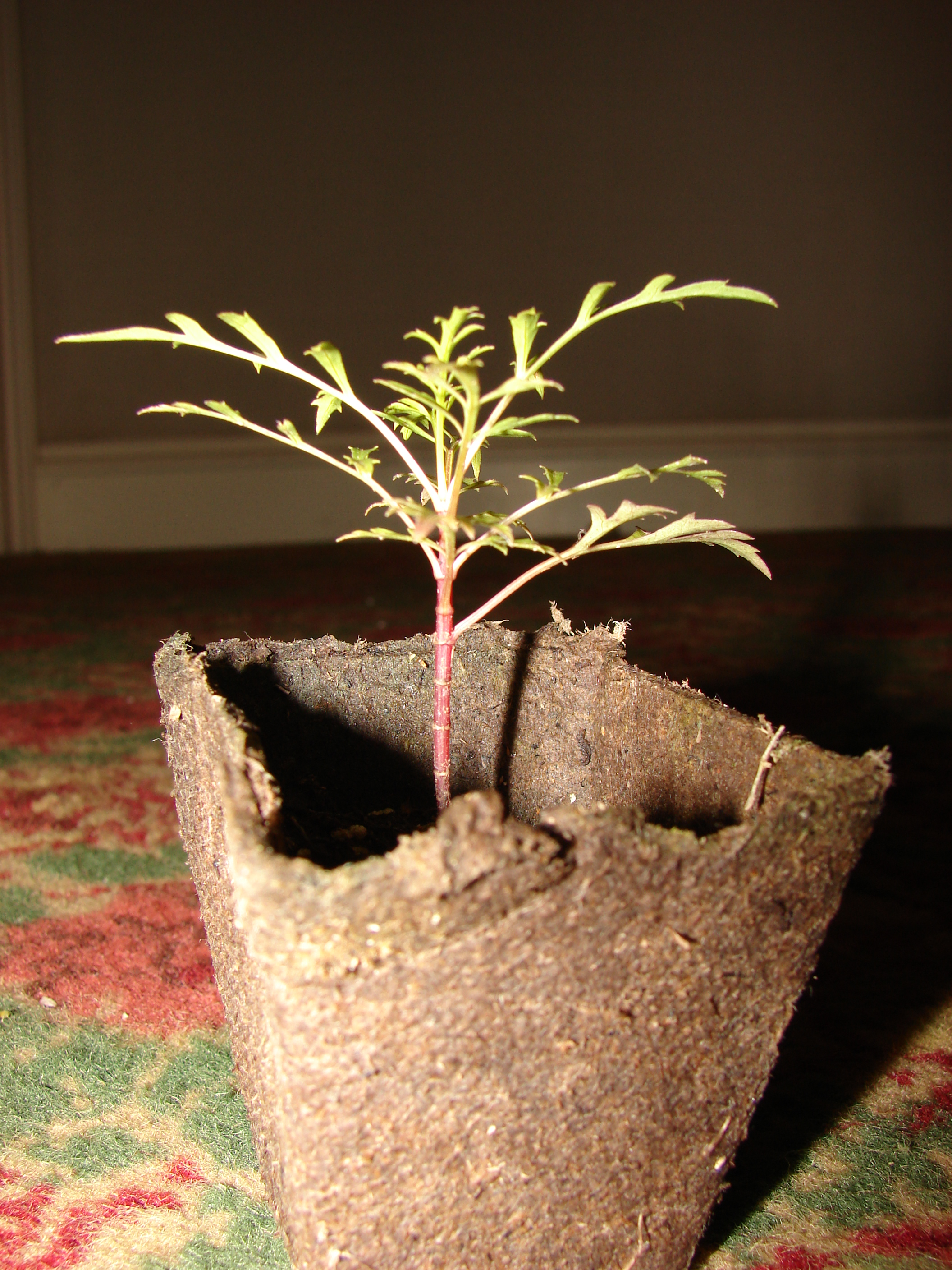